# Alfa Romeo Alfasud
Alfa Romeo Alfasud – samochód osobowy klasy kompaktowej produkowany przez włoską markę Alfa Romeo w latach 1972–1983.

## Historia i opis modelu

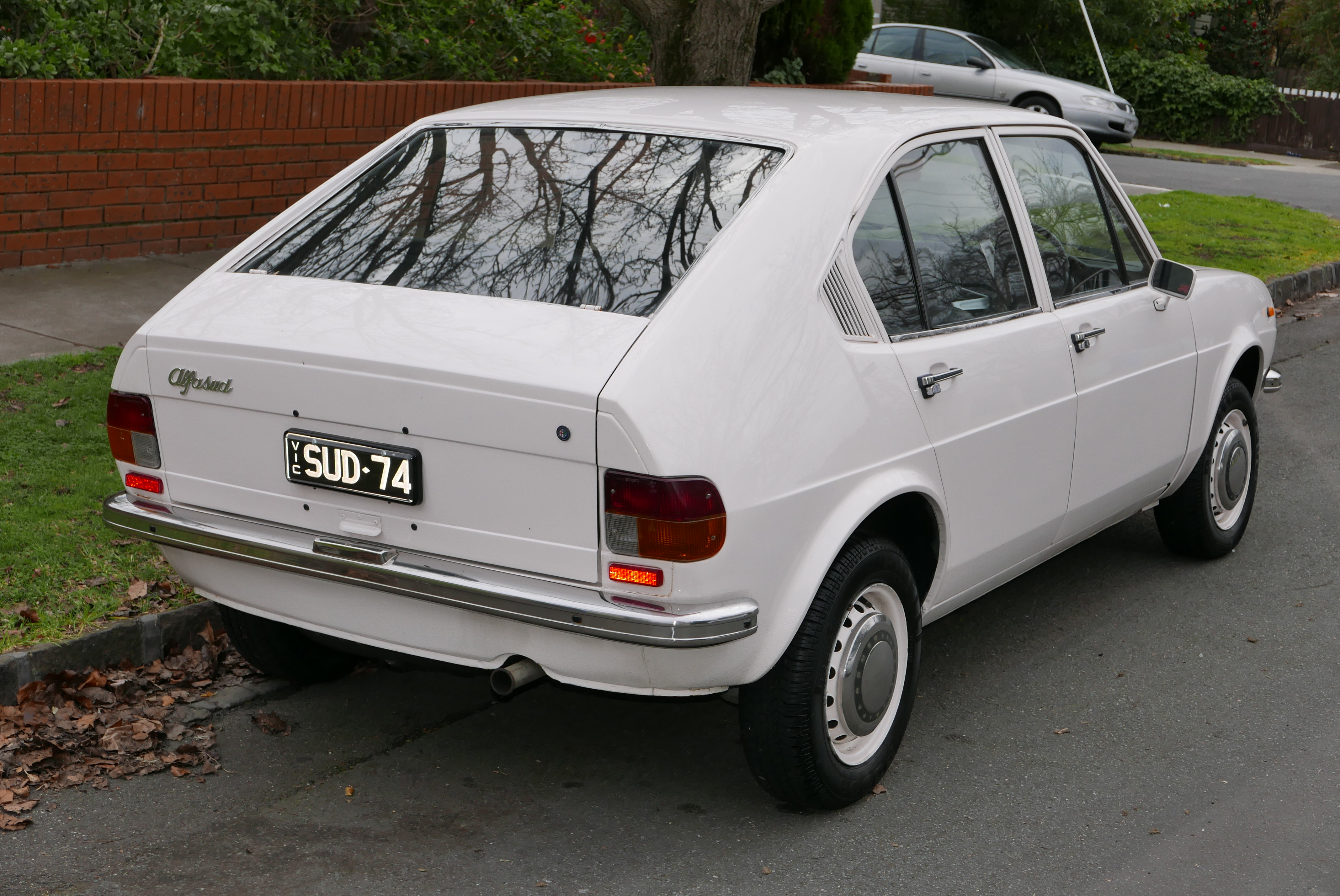
Alfa Romeo Alfasud - tył

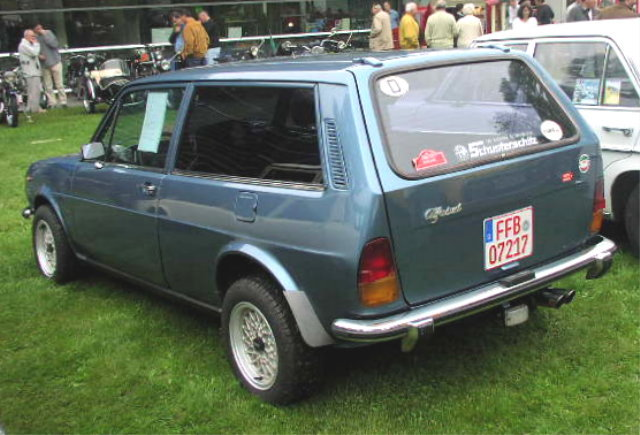
Alfa Romeo Alfasud Giardinietta

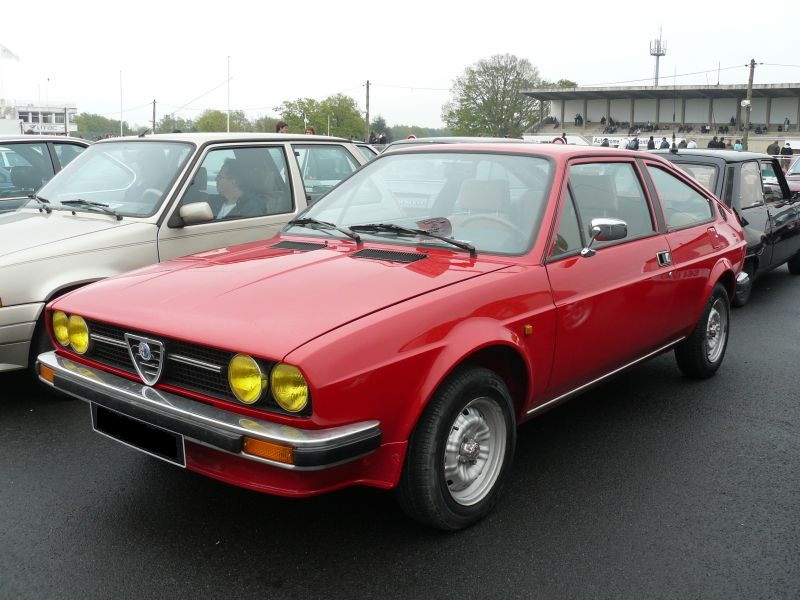
Alfa Romeo Alfasud Sprint

Alfasud została pokazana w Turynie w 1971 roku, ale dopiero latem 1972 roku wprowadzono ją do sprzedaży. Był to pierwszy model Alfy Romeo produkowany w południowej części kraju i pierwszy model Alfy z napędem na przednie koła. Do napędu wykorzystywano czterocylindrowe boxery o różnych pojemnościach. Najmocniejszą wersją "Alfy z południa" był Alfasud 1.5ti Quadrifoglio Verde (zielona czterolistna koniczynka).